# El Bruc (la Pobla de Lillet)
El Bruc és una masia del municipi de la Pobla de Lillet (Berguedà) inclosa en l'Inventari del Patrimoni Arquitectònic de Catalunya.

## Descripció
Masia de grans dimensions, amb teulada a doble vessant i el carener perpendicular a la façana que es troba orientada a llevant. A partir de l'estructura bàsica, al segle xviii, la masia àmplia les seves dependència amb la construcció d'un ampli portxo-eixida als dos pisos i la planta baixa. A les tres grans arcades de la planta baixa, corresponen el sis del primer i segon pis, tots de mig punt (excepte les dues finestres del pis superior, a banda i banda dels quatre arcs de mig punt centrals, que són quadrades). La masia bàsicament de pedra de reble, combina aquest material amb la fusta de les eixides; la façana i també la resta de la casa estaven totalment arrebossades.

## Història
Les notícies històriques de la casa es remunten al segle XIV; l'any 1325 "C. de Bruc" de Vilacorba i el seu fill Jaume, contracten la dot del dit Jaume amb "Geralda dez Feu" i la seva mare. Especifiquem, Geralda vestirà una capa de drap d'Apre i una túnica de roba de Narbona. L'any 1339 "Bermard deç Bruc" s'allistà voluntàriament a l'exèrcit d'Artau de Pallars. El dia 8 de maig de 1388 "Raimundus dez Bruch", juntament amb altres homes de la parròquia de Santa Maria de Lillet, sol·liciten al bisbe de la Seu d'Urgell que l'església de Sant Serni de Merolla sigui censurada per abandó i que tots els seus ornaments siguin portats a l'església de Lillet, on s'obrirà un altar advocat a Sant Serni.
El 26 d'abril de 1410, reunits a Santa Maria de Lillet els canonges Pere Çavila, batlle de Lillet, i cònsols i parroquians, nomenen al canonge Pere Bruc procurador, per aconseguir, davant el Papa, el bisbe o qualsevol autoritat, accelerar els problemes que tenen amb el paborde de Lillet, Berenguer Ferrer, que regentà el monestir del 1377 al 1404 i que l'abandonà amb els diners i les escriptures. En el fogatge de 1553 s'esmenta a "Joan Bruch i Jaume Bruch", com habitants de la Pobla de Lillet.